# Herbert von Hindenburg
Herbert von Beneckendorff und von Hindenburg (* 1. April 1872 in Berlin; † 31. Juli 1956 in München) war ein deutscher Diplomat und Schriftsteller.

## Leben
Er entstammte der in Nordostdeutschland verbreiteten Adelsfamilie von Beneckendorff und von Hindenburg und war der Neffe von Paul von Beneckendorff und von Hindenburg. Der Generalmajor Conrad von Beneckendorff und von Hindenburg und dessen Ehefrau Sophie waren seine Eltern. Die Schriftstellerin Helene von Nostitz war seine jüngere Schwester. Verheiratet war er mit Marie Hay.
Herbert von Hindenburg, der eine Zeit in Oberitalien aufwuchs (Florenz, Livorno-Ardenza), besuchte in Berlin das Französische Gymnasium und studierte zwei Jahre an der Universität Oxford. Danach schlug er von 1893 bis 1897 eine militärische Laufbahn ein, in der er u. a. zum 1. Garde-Dragonerregiment Königin Viktoria von England in Berlin gehörte. Anschließend studierte er zwei Jahre an der Universität Berlin, wo er das Referendarexamen bestand. 1898 erhielt er eine Kommandierung zur Dienstleistung im Auswärtigen Amt. Über verschiedene Zwischenstationen im diplomatischen Dienst, darunter in Den Haag, wurde Herbert von Hindenburg 1911 Botschaftsrat bei der Deutschen Botschaft in Rom. Im Ersten Weltkrieg wurde er 1918 an die Gesandtschaft nach Bern berufen, wo er zuletzt bis 1919 in der Kriegsgefangenenabteilung tätig war. In dieser Zeit wurde ihm der Titel eines außerordentlichen Gesandten und bevollmächtigten Ministers verliehen. Später wirkte er als Legationsrat in München und in Stockholm. Im Juli 1933 wurde er als Gesandter a. D. in den Ruhestand versetzt. Nach dem Tod seiner Frau, die ebenfalls schriftstellerisch tätig war, lebte er größtenteils in Altaussee.
Herbert von Hindenburg war seit 1914 Mitglied der Deutschen Gesellschaft.

## Schriften (Auswahl)
- Momos und Circe. Eine Phantasmagonie. Vita, Berlin-Charlottenburg 1913.
- Bobrofs Millionen. Zwei Novellen. Vita, Berlin-Charlottenburg 1925.
- Das Auswärtige Amt im Wandel der Zeiten. Societäts-Verlag, Frankfurt am Main 1932.
- Schrecken in Bordeaux. Nach französischen Schilderungen erzählt. Wodni & Lindecke, Dresden 1937.

## Einzelnachweis
1. ↑  Genealogisches Taschenbuch der adeligen Häuser, Band 7, Gotha 1892, S. 29.

| Personendaten    | Personendaten                                                      |
| ---------------- | ------------------------------------------------------------------ |
| NAME             | Hindenburg, Herbert von                                            |
| ALTERNATIVNAMEN  | Beneckendorff und von Hindenburg, Herbert von (vollständiger Name) |
| KURZBESCHREIBUNG | deutscher Diplomat und Schriftsteller                              |
| GEBURTSDATUM     | 1. April 1872                                                      |
| GEBURTSORT       | Berlin                                                             |
| STERBEDATUM      | 31. Juli 1956                                                      |
| STERBEORT        | München                                                            |